# نهر تشي مانوك

نهر تشي مانوك (بالإندونيسية: Ci Manuk، يعني: نهر الطيور باللغة السوندية)‏ هو نهر في جاوة الغربية بإندونيسيا، الأجزاء الكاملة من هذا النهر تقع داخل مقاطعة جاوة الغربية. يمتد النهر من الجنوب إلى الشمال ويصب إلى بحر جافا بالقرب من بلدة إندرامايو.
الفائض من نهر شي مانوك يسبب فيضانات، ففي منطقة وصاية جاروت حدث فيضان في 21 سبتمبر 2016، والذي ألحق الضرر 7 مناطق على الأقل. بعض الناس فقدوا أو جرحوا أو فقدوا مئات المنازل.